# Adolfo Gori
Adolfo Gori (né le 13 février 1939 à Viareggio dans la province de Lucques en Toscane) est un joueur international devenu entraîneur de football italien.

## Palmarès
Juventus
- Championnat d'Italie (1) :
  - Champion : 1966-67.

- Coupe d'Italie (1) :
  - Vainqueur : 1964-65.

- Coupe des villes de foires :
  - Finaliste : 1964-65.